# Comté de Fremont (Colorado)
Pour les articles homonymes, voir Comté de Fremont.
Le comté de Fremont est un comté du Colorado. Son siège est Cañon City. Il doit son nom à l'explorateur John Charles Frémont.

## La vallée prison
Avec quelque 7 600 prisonniers pour environ 40 000 habitants libres en 2017, soit 16 % de la population totale derrière les barreaux, le comté a une réputation de « vallée prison » (« Prison Valley ») et son chef-lieu, Cañon City, a été qualifié de « ville-prison préférée d'Amérique » (« America's cheeriest prison town »). À titre de comparaison, la même année, le Colorado entier avait 24 000 prisonniers pour une population totale de 607 154 habitants, soit un taux d'emprisonnement de 0,43 %. Bien que n'abritant que 0,83 % de la population du Colorado, le comté de Fremont concentre donc 28 % des prisonniers de l'État.

## Démographie
| 1870  | 1880  | 1890  | 1900   | 1910   | 1920   |
| ----- | ----- | ----- | ------ | ------ | ------ |
| 1 064 | 4 735 | 9 156 | 15 636 | 18 181 | 17 883 |

| 1930   | 1940   | 1950   | 1960   | 1970   | 1980   |
| ------ | ------ | ------ | ------ | ------ | ------ |
| 18 896 | 19 742 | 18 366 | 20 196 | 21 942 | 28 676 |

| 1990   | 2000   | 2010   | - | - | - |
| ------ | ------ | ------ | - | - | - |
| 32 273 | 46 145 | 46 824 | - | - | - |

## Localités

### Municipalités
- Brookside
- Cañon City
- Coal Creek
- Florence
- Rockvale
- Williamsburg

### Census-designated place
- Coaldale
- Cotopaxi
- Howard
- Lincoln Park
- Penrose